# Усть-Медведицкий Спасо-Преображенский монастырь
Усть-Медве́дицкий Спа́со-Преображе́нский монасты́рь — православный монастырь Урюпинской епархии Русской православной церкви, расположенный неподалёку от города Серафимович Волгоградской области.

## История
По благословению Патриарха Никона между 1652—1662 годами, начиналось строительство мужского монастыря, которое закончилось в 1665 году. Освящение храма по сложившимся обстоятельствам было совершено в 1670 году. Первым строителями (настоятелями) монастыря были игумен Исаия, старцы Иосиф, Корнилий и Кирилл.
В 1752 году, в ночь под Пасху, берег был размыт Доном, храм разрушился и сполз в реку. После этого монастырь перенесли в устье балки.
В 1785 году по ходатайству войскового атамана А. И. Иловайского Усть-Медведицкий монастырь был преобразован в женский. В монастырь были переведены 40 девиц, составляющих Сиротинское девичье собрание, под руководством дьякона Сиротинской станицы Василия Михайлова. Первою настоятельницей была назначена вдова войскового старшины Карпова Мария Абрамовна. Последним наставником мужского монастыря был игумен Павлин — усть-хопёрский священник Петр Евтихиев.
В 1871 году игумения Арсения обратилась с прошением к архиепископу Платону о разрешении строительства храма в честь Казанской иконы Божией Матери и получила одобрение. Храм проектировал профессор Санкт-Петербургской академии художеств Иван Горностаев (1821—1874). Строительство храма было окончено летом 1885 года, освящен он был 8 сентября того же года преосвященным Митрофаном. Собор был освящён во имя Казанской иконы Божией Матери, под сводами его, внизу, была создана церковь с алтарём, освящённым во имя преподобного Арсения Великого, а 15 сентября 1885 года был освящён придел в честь святых первоверховных апостолов Петра и Павла.
Этот храм построен в византийском стиле в форме креста и рассчитан на 5000 человек. Колонны с капителями в Казанском храме изготовлены из мрамора привезённого из Италии и обработанного в Санкт-Петербурге в мастерской Баринова.

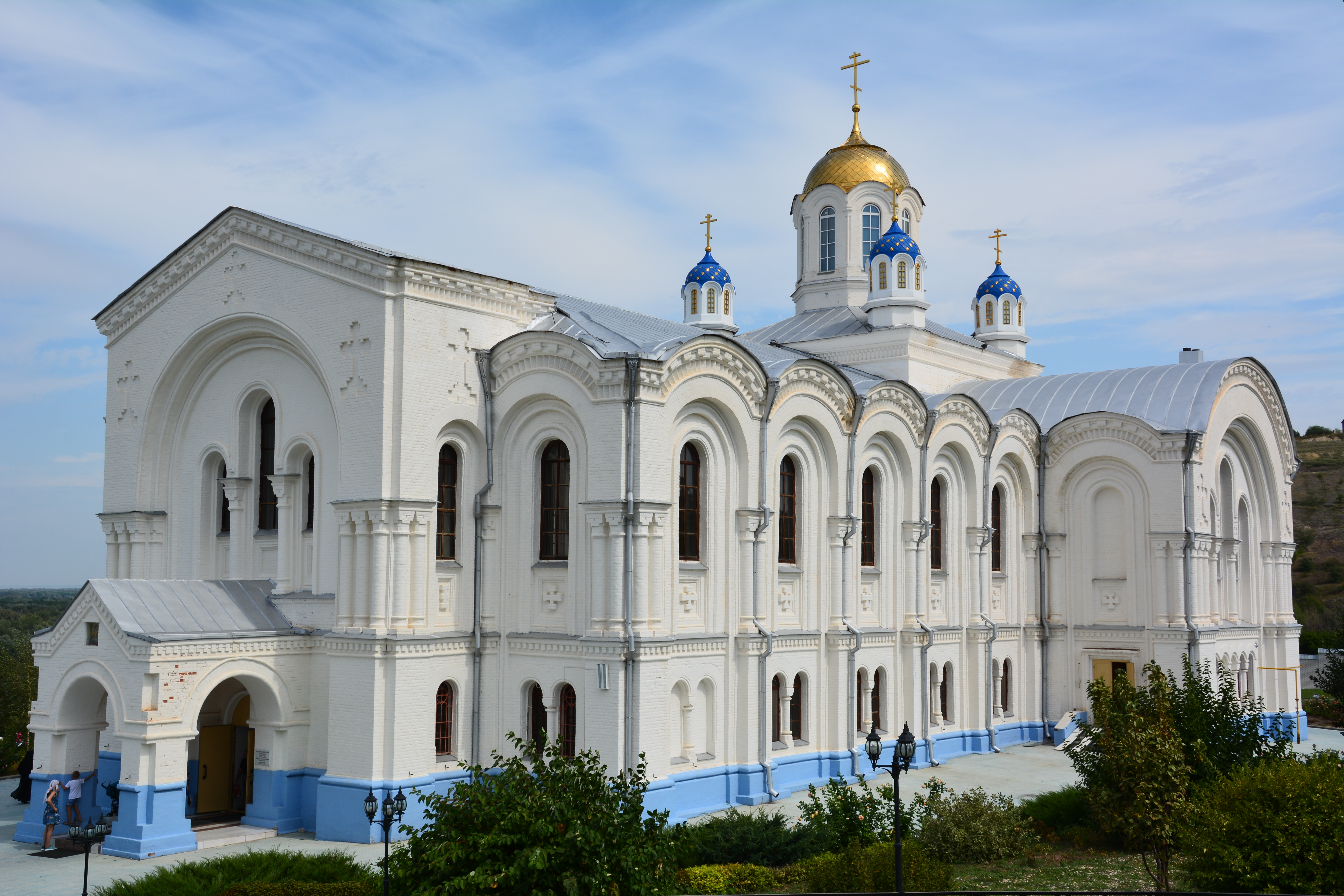
Собор Казанской иконы Божией Матери

В 1928 году монастырь был закрыт, часть монахинь репрессировали. По воспоминаниям учительницы из Котово Тамары Владимировны Поляковой, часть монашек организовало «коммуну». Приобрели добротный домик где молились и зарабатывали на пропитание. Во Вторую мировую войну эти монашки попали к немцам, были увезены в Ростовскую область. После войны некоторые вернулись в родные места.
В 1992 году по благословению архиепископа Германа (Тимофеева), вступившего в управление Волгоградской епархией, началось восстановление монастыря. В августе 2001 году монастырь был преобразован в женский.
9 сентября 2012 году произошло Великое освящение храма Казанской Божией Матери в праздник 360-летия Усть-Медведицкого Спасо-Преображенского женского монастыря. Открыт верхний храм (верхняя часть Храма Казанской иконы Божией Матери), на реставрацию которого ушло более 20 лет.
Храм Преображения Господня с тридцатью тремя куполами строился заботами игумении Георгии в течение десяти лет и был освящён в 2014 году. Этот храм был задуман как монашеский. В 2014 году была построена часовня в честь святого преподобного Серафима Саровского.

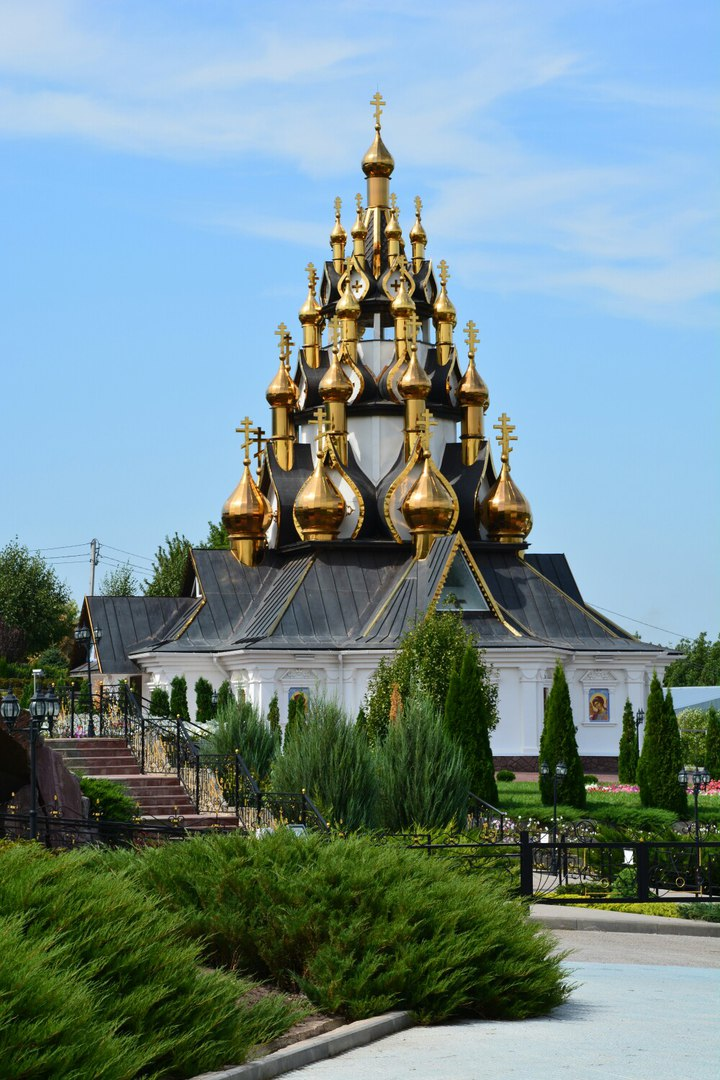
Церковь Спаса Преображения

## Достопримечательности

### Монастырские пещеры
10 июля 1874 года, в день памяти святого Антония Печерского, игумения Арсения начала рыть пещеры. Пещеры, которые игумения рыла по ночам, изображают последние дни земной жизни Спасителя, его Крестный путь, а также путь Божией Матери к Голгофе. Главный ход пещер назван самой игуменией «Крестным путём Спасителя», другая часть пещер (она идет вокруг главного) — «Страстным путём Божией Матери». Пещеры игумения Арсения рыла с духовными дочерьми — монахинями Никодимой, Агнией и Викториной. В пещерах Арсения намеревалась создать пещерный храм, но не успела. В 1930-х годах пещеры были засыпаны, но через сорок лет местные жители раскопали заваленные входы.
Существует иная версия возникновения пещер. Пещеры были вырыты задолго до игуменьи Арсении. Место для строительства храма Казанской иконы Божией Матери было выбрано над входом в пещеры. Игумения Арсения укрепляла своды, стены и кирпичный пол пещер.
Вход в пещеры расположен в притворе церкви Арсения Великого (нижней части Храма Казанской иконы Божией Матери), общая длина их около 165 метров. Паломников допускают только в основной ход в пределах примерно 50 метров. Температура в пещерах зимой и летом примерно плюс 8 °C.

### Камень
Главной святыней подземных ходов является каменная плита, на котором оставлены отпечатки рук и ног игумении Арсении. По преданию, игуменья Арсения молилась на нём, и ей явилась Божия Матерь. Монахини монастыря настаивают на том, что на камне отпечатки рук и ног оставила Богородица. Город Серафимович расположен вдали от федеральных трасс и крупных городов. Несмотря на это, вера в чудодейственные силы земного свидетельства присутствия Божией Матери — каменной плиты, привлекают в монастырь большой поток паломников.

### Арка-звонница

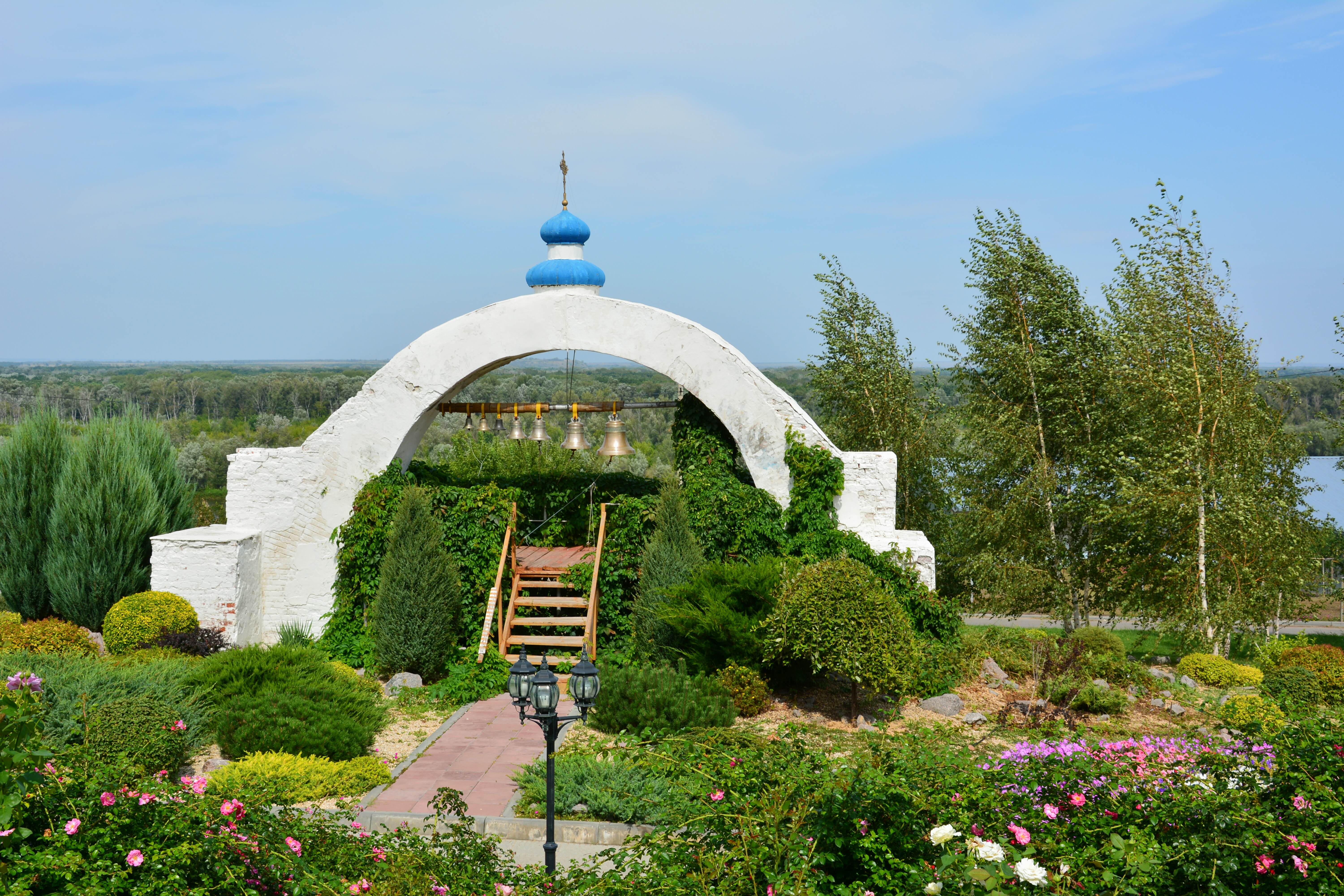
Арка-звонница

На этом месте, тогда ещё в мужском монастыре, стоял каменный храм с середины XVIII века. В 1934 году он был взорван и осталась только арка. Игумения Георгия решила переделать оставшуюся арку под звонницу.

### Грот
На территории монастыря есть грот в память о стойкости грузинской святой Шушаники.

### Могила семи святых монахинь
В 2014 году в монастырь перезахоронены с городского кладбища города Серафимовича останков семерых монахинь — Анимаиды, Афанасии, Варсонофии, Евфалии, Евфрасии, Надежды, Раисы. Эти монахини жили в монастыре до 1928 года.

### Святой источник
Существовал ещё при игумении Августе. Остался фрагмент лестницы к источнику, которая была построена около 1830 года.